# Komputer Biurowy (system operacyjny)
Komputer Biurowy – pojęcie (określenie) stosowane zarówno w odniesieniu do wybranych konfiguracji i modeli dostępnych w ramach systemów komputerowych serii Mera 300, jak i do samego systemu operacyjnego pracującego na drugim poziomie oprogramowania komputerów serii Mera 300, przeznaczonych do zastosowań i automatyzacji prac biurowych.
Jako system operacyjny Komputer Biurowy program dawał użytkownikowi określone możliwości związane z wykorzystaniem dostępnych zasobów, tj. wykonywania działań na 16 rejestrach (każdy zawierający liczbę 14 cyfrową, znak liczby oraz miejsce położenia przecinka dziesiętnego), umieszczenie tekstu o maksymalnie 16 znakach w rejestrze R, dostępu do 256 rejestrów pomocniczych (każdy mógł zawierać liczbę upakowaną, w formacie jak wyżej, lub tekst o maksymalnie 8 znakach), oraz 59 instrukcji, w tym między innymi operacje: arytmetyczne, logiczne, przesyłania wartości, wejścia-wyjścia, skoków warunkowych i bezwarunkowych, definiowania etykiet i podprogramów.